# Eduardo (futebolista)
Carlos Eduardo Santos Oliveira mais conhecido como Eduardo (Maceió, 20 de novembro de 1986) é um ex-futebolista brasileiro que atuava como lateral-direito.

## Carreira
Revelado no CRB em 2006, ele foi o autor do passe para o gol de Val Baiano, que livrou o time alagoano do rebaixamento, Eduardo desde muito jovem chamava atenção na base do CRB, aos 18 anos teve sua primeira chance como profissional e agradou a torcida com sua técnica, velocidade e capacidade de investir em jogadas ofensivas, logo foi negociado com o futebol carioca e assim deu inicio a sua carreira.

## Títulos
Joinville
- Copa Santa Catarina: 2011, 2012, 2013
- Campeonato Brasileiro - Série C: 2011[2]

Atlético Paranaense
- Campeonato Paranaense: 2016

Bahia
- Copa do Nordeste: 2017

Ceará
- Copa do Nordeste: 2020

CSA
- Copa Alagoas: 2024

## Individuais
- Seleção do Campeonato Baiano de 2017
- Seleção da Copa do Nordeste 2017